# Trochaloschema iris
Trochaloschema iris is een keversoort uit de familie bladsprietkevers (Scarabaeidae). De wetenschappelijke naam van de soort is voor het eerst geldig gepubliceerd in 1893 door Semenow.